# Mikael Blixt
Mikael Blixt (ur. 25 sierpnia 1964 w Nyköping) – szwedzki żużlowiec.
Młodzieżowy indywidualny mistrz Szwecji (Norrköping 1985), indywidualny wicemistrz Szwecji (Mariestad 1989), brązowy medalista drużynowych mistrzostw świata (Bradford 1989), wielokrotny uczestnik eliminacji indywidualnych mistrzostw świata (największy sukces: awans do finału światowego – jako zawodnik rezerwowy – Göteborg 1991).
W lidze brytyjskiej reprezentant klubów Poole Pirates (1982), Peterborough Panthers (1991) oraz Berwick Bandits (1991).
W 1992 r. został zakontraktowany do startu w drużynowych mistrzostwach Polski przez klub Apator Toruń, jednakże nie wystąpił w żadnym meczu z powodu kontuzji kręgosłupa. Po zakończeniu kariery zajął się tuningiem motocykli żużlowych.